# ماكس هولزمان
ماكس هولزمان (31 مارس 1889–27 يناير 1994) كان عالم في طب القلب سويسري الجنسية.

## بدايات حياته
ماكس هولزمان ولد في 31 مارس 1899 في زيورخ، إبناً للفيزيائي  موريتز هولزمان و آنا هيلينا ليرتش. هولزمان تحصل علي شهادة في الطب في زيورخ و لوزان، وفي 1923 تخرج مع شهادة دكتور في الطب. هولزمان عمل كطبيب في فيينا، باريس و كطبيب في المستشفى الجامعي في زيورخ. 
هولزمان أصبح مُعلماً من الفترة 1959 إلي 1969 كمحاضر و أستاذ فخري فيجامعة زيورخ. تم اختياره في 1948 كشريك مؤسس في الجمعية السويسرية لأمراض القلب، الذي كان رئيساً له من 1952 إلى 1955.

## أواخر حياته
توفي في 27 يناير 1994 في زيورخ، قبل شهرين من وصوله لسن 95.

## حياته الشخصية
في 1931، هولزمان تزوج إليسا، ابنة إميل روج في زيورخ.

## منشوراته
هولزمان نشر ما يفوق 100 ورقة في علم الأشعة و التخطيط الكهربي للقلب.
- تخطيط القلب الكهربائي (منشور وكتاب)، 1945-1965، الإصدار الخامس

## الجوائز والتكريم
- نال في 1955،جائزة مارسيل بينواست، من أجل كتاباته التدريسية وعمل حياته.

## روابط خارجية
- Literature by and about Max Holzmann in the catalog of the German National Library
- Article with photo of Max Holzmann on the website www.marcel-benoist.ch